# تمويل سلوكي كمي
التمويل السلوكي الكمي هو تخصص جديد يستخدم المنهجية الرياضية والإحصائية لفهم التحيزات السلوكية بالاقتران مع مقياس القيمة. كان أحد قادة هذا المسعى غوندوز كاجينالب (بروفيسور في الرياضيات ومحرر في مجلة التمويل السلوكي خلال 2001-2004) ومن ضمن المساهمين فيرنون سميث (الحائز على جائزة نوبل في العلوم الاقتصادية لعام 2002) ودافيد بورتر ودون بالينوفيتش وفلاديميرا إيليفا وأحمد دوران. أظهرت دراسات جيف مادورا وراي ستارم وآخرون آثاراً سلوكية مهمة في سوق الأوراق المالية وصناديق المؤشرات المتداولة.
يمكن تقسيم الأبحاث ضمن المجموعات التالية:
1. دراسات تجريبية تُظهر تفاوتاً كبيراً بينها وبين النظريات الكلاسيكية.[4]
2. النمذجة باستخدام مفاهيم التأثيرات السلوكية، جنباً إلى جنب مع فرضية محدودية الأصول غير الكلاسيكية.
3. التنبؤ المعتمد لتلك الوسائل.
4. دراسات أسواق الأصول التجريبية واستخدام نماذج للتنبؤ بالتجارب.

## التاريخ
كانت النظرية السائدة في الأسواق المالية خلال النصف الثاني من القرن العشرين هي فرضية كفاءة السوق التي تنص على أن أسعار الأصول تعكس جميع المعلومات المتوفرة المتعلقة بالسوق. يستغل التجار المطلعون ممن يحاولون تحسين عائداتهم أي انحراف عن هذا السعر الحقيقي بسرعة، وهذا ما يعيد سعر التوازن الحقيقي. نظراً لجميع الأسباب العملية، تسلك أسعار السوق منهجاً كما لو كان جميع التجار يتابعون مصالحهم الشخصية ويمتلكون المعلومات الكاملة ويتصرفون بعقلانية.
واجهت هذه النظرية تحديات في نهايات القرن العشرين بطرق شتى. أولها، وُجد عدد من الأحداث الكبيرة في السوق، ما أثار الشكوك حيال الافتراضات الأساسية. في يوم التاسع عشر من أكتوبر عام 1987، انخفض مؤشر «داو جونز» بشكل مفاجئ بنسبة 20% خلال يوم واحد، وتعرضت الأسهم الأقل قيمة لخسارات أكبر. أعطت التذبذبات في الأيام التالية رسماً بيانياً مشابهاً للانهيار الشهير الذي حدث عام 1929. كان انهيار عام 1987 بمثابة لغز وتحدٍ لمعظم الاقتصاديين الذين كانوا يعتقدون بأن تقلبات الأسعار تلك لا يجب أن توجد في عصر أصبح فيه تدفق المعلومات ورأس المال يحدث بكفاءة أكبر بكثير مما كان الحال عليه في عشرينيات القرن الماضي.
لاحقاً في ذلك العقد، ارتفع السوق الياباني إلى مستويات بعيدة عن أي تقييمات واقعية. ازدادت مكررات الربحية عدة أضعاف، وأحرزت شركة «نيبون تيليفون آند تيليغراف» قيمة سوقية (جراء سعر الأسهم في السوق بعدد الأسهم) التي تجاوزت قيمة رأس المال السوقي لألمانيا الغربية. في أوائل عام 1990، وصلت قيمة مؤشر «نيكاي» إلى 40,000، بعد أن تضاعفت قيمته تقريباً خلال عامين. انخفضت قيمة مؤشر «نيكاي» في أقل من عام إلى ما يقارب نصف قيمة ذروته.
أثناء ذلك، أدى تطور التكنولوجيا الجديدة، وخاصة الإنترنت، إلى ولادة جيل جديد من شركات التكنولوجيا المتقدمة، وطُرِحَت بعض أسهم للتداول العام قبل أن تحرز أي أرباح بوقت طويل. كما هو الحال قبل عقد من الزمن في فقاعة سوق الأسهم اليابانية، حين ارتفعت القيمة السوقية لتلك الأسهم لتصل إلى مليارات الدولارات وحتى قبل أن تحصل على أية إيرادات في بعض الأحيان. استمرت الفقاعة حتى عام 2000، وخفّض الركود المترتب عنها قيمة تلك الأسهم لتعادل نسبة ضئيلة من قيمتها السوقية السابقة، حتى إن بعض شركات التكنولوجيا الكبيرة الرابحة فقدت 80% من قيمتها بين عامي (2000-2003).
أدّت تلك الفقاعات والانهيارات الكبيرة التي حدثت في ظل غياب تغيرات كبيرة في مقياس القيمة إلى التشكيك بصحة افتراض كفاءة الأسواق التي تتضمن جميع المعلومات العامة بدقة. يناقش الاقتصادي روبرت شيلر -في كتابه «الوفرة اللاعقلانية»- التجاوزات التي أدت لوقوع الكوارث في الأسواق، ويخلص إلى أن أسعار الأسهم تتحرك بصورة أكبر من تغيرات مقياس القيمة. أكدت هذه الفكرة العديد من الدراسات، مثل دراسة «جيفري بونتيف» حول رأس المال المغلق الذي يُتداول مثل الأسهم، ولكن يكون له مقياس قيمة دقيق يُبلَغ عنه بشكل دوري.
برزت إلى جانب تلك التطورات العالمية تحديات أخرى في مواجهة الاقتصاد الكلاسيكي وفرضية كفاءة السوق، طرحها مجال الاقتصاد التجريبي الجديد الذي حمل رايته الحائز على جائزة نوبل في العلوم الاقتصادية لعام 2002 فيرنون سميث. تضم هذه التجارب مجموعة مشاركين يتاجرون في الأصول التي يحددها المشرفون على التجربة على شبكة من الحواسيب. استخدمت سلسلة من التجارب أصلاً وحيداً يعطي حصة أرباح ثابتة في كل فترة من 15 فترة، ويصبح بعدها عديم القيمة. خلافاً لتوقعات الاقتصاد الكلاسيكي، ترتفع أسعار التداول إلى مستويات أعلى بكثير من الأرباح المتوقعة. وبالمثل، أظهرت تجارب أخرى أن العديد من توقعات الاقتصاد الكلاسيكي ونظرية الألعاب لا تتطابق مع نتائج التجارب. جزء مهم من تلك التجارب هو أن المشاركين يكسبون أموالاً حقيقية نتيجة قراراتهم التجارية، فتكون التجربة سوقاً حقيقياً، لا استطلاعاً للرأي.
التمويل السلوكي وهو مجال نما خلال العقدين الماضيين (جاء في جزء منه رد فعل على الظواهر المذكورة أعلاه). وثق الباحثون باستخدام طرائق متنوعة التحيز المؤسسي الذي يحدث بين المستثمرين المحترفين والمبتدئين على حد سواء (مثل المبالغة في رد الفعل، أو رد الفعل غير الكافي… إلخ). لا يؤيد باحثو التمويل السلوكي عموماً فرضية كفاءة السوق باعتبارها نتيجة لهذه التحيزات. في حين يعارض منظرو فرضية كفاية السوق ذلك عندما تتنبأ فرضية كفاية السوق الدقيق بالسوق بناءً على البيانات، ويكتفي التمويل السلوكي عادة بالقول إن فرضية كفاءة السوق خاطئة.

## الأبحاث في التمويل السلوكي الكمي
محاولة تقدير التحيزات الأساسية واستخدامها في النماذج الرياضية هي موضوع التمويل السلوكي الكمي. استخدم «كاجينالب» ومعاونوه كلا المنهجيتين الإحصائية والرياضية على بيانات السوق العالمية وبيانات الاقتصاد التجريبي للحصول على تنبؤات كمية. درس «كاجينالب» ومعاونوه، في سلسلة من الأوراق العلمية التي تعود لعام 1989، حركية سوق الأصول باستخدام معادلات تفاضلية تشمل إستراتيجيات المستثمرين وتحيزاتهم، كاتجاه السعر ومقياس القيمة ضمن نظام محدود النقد والأصول. يتميز ذلك عن التمويل الكلاسيكي الذي يفترض وجود مراجحة غير محدودة.
أحد تنبؤات هذه النظرية التي أجراها «كاجينالب» و«بالينوفيتش» عام 1999 هي أن زيادة العرض النقدي للسهم الواحد ستؤدي إلى فقاعة أكبر حجماً. أكدت تجارب «كاجينالب» و«بورتر» و«سميث» عام 1998 أن مضاعفة مستوى النقد -على سبيل المثال- مع الحفاظ على عدد ثابت من الأسهم يضاعف حجم الفقاعة بشكل أساسي.
ثبت أيضاً نجاح استخدام المعادلات التفاضلية للتنبؤ بالأسواق التجريبية أثناء تطورها، وكانت المعادلات مماثلة في دقتها تقريباً للمتنبئين البشريين الذين اختيروا من التجارب السابقة بصفتهم أفضل المتداولين.
كان التحدي -المتمثل باستخدام هذه الأفكار للتنبؤ بحركية الأسعار في الأسواق المالية- محورَ بعض الأعمال الحديثة التي دمجت طريقتين رياضيتين مختلفتين. يمكن استخدام المعادلات التفاضلية بالاشتراك مع الطرق الإحصائية للحصول على تنبؤات قصيرة الأمد.
إحدى الصعوبات في فهم حركيات الأسواق المالية كانت وجود «الضوضاء» (فيشر بلاك). تؤدي أحداث العالم العشوائية بشكل دائم إلى إحداث تغيرات -في مقياس القيمة- يصعب استخراجها من أي قوى حتمية يُحتمَل وجودها. في حين أظهرت العديد من الدراسات الإحصائية مكوناً غير عشوائي ضئيل جداً. على سبيل المثال، يبين كلا من بوتيربا وسامرز تأثيراً ضئيلاً للاتجاه على أسعار الأسهم. يظهر «وايت» أن استخدام الشبكات العصبونية 500 يوم مع أسهم شركة «آي بي إم» كان غير ناجح وفقاً للتنبؤات قصيرة المدى.